# 萬丹城隍廟
萬丹城隍廟，舊名萬丹大將廟、陳府城隍廟，是位在屏東縣萬丹鄉中興路二段407號的祠廟。係清代萬丹街庄民為了紀念在林爽文事件陣亡的清朝官兵，在乾隆六十年（1796年）建立的祠廟。民國三十六年（1947年）轉型為城隍廟至今。

## 沿革
相傳乾隆五十一年（1786年）農曆十一月，林爽文事件爆發。林爽文的部下莊大田在南臺灣擊潰清軍，其中莊大田部下在萬丹街洗劫。之後由清朝將領「陳將軍」領軍平亂，但「陳將軍」與他的部將不幸在萬丹街西部的林投巷陣亡。因為傳出有「操兵」聲響，令庄民敬畏。在乾隆六十年（1795年），由吳善心發起，讓萬丹街建立的大將廟紀念。 目前萬丹城隍廟管理委員會與在地學者認為「陳將軍」的歷史原型應為福寧鎮右營外委陳烈；文史工作者李明進在《萬丹鄉采風錄》認為是南安人陳邦錫，亦有其他諸說在萬丹鄉內流傳。
民國三十六年（1947年），廟方將陳將軍升格為「城隍爺」，募款重建祠廟，並改廟名為「萬福宮」，又叫「陳府城隍廟」。民國一百年（2011年），萬福宮改名為萬丹城隍廟，同年成立管理委員會。民國一〇二年（2013年）管理委員會與信徒決定重建新廟，民國一〇六年（2017年）新廟建成至今。
民國一〇六年（2017年）萬丹城隍廟新廟落成時，城隍爺因管理委員會擲筊升格為「綏靖侯」（等級為州城隍）。

## 相關文藝作品
民國一〇六年（2017年），屏東縣潮州鎮明星閣掌中劇團改編陳府城隍爺的生前傳說為《陳烈大將軍》在廟前演出。民國一〇九年（2020年）九月，明星閣掌中劇團在屏東演藝廳演出《陳烈大將軍》戲碼。